# Ferrovie e Tramvie Vicentine
La société FTV SpA (acronyme de Ferrovie e Tramvie Vicentine) était une société appartenant à la province de Vicence. Elle avait la concession exclusive des transports publics interurbains par autobus dans la province de Vicence et urbains dans les communes de Bassano del Grappa, Valdagno et Recoaro Terme.
Depuis le 29 février 2016, l'entreprise a fusionné avec la société AIM Mobilità, entreprise publique qui gère les transports urbains et suburbains de l'agglomération de Vicence, pour créer la société SVT - Società Vicentina Trasporti Srl.

## Histoire
L'histoire de FTV est étroitement liée à celle du développement des réseaux de transports publics de la région.

### Origine
Le 2 août 1880, la société anglaise "The Province of Vicenza Company Ltd" met en service un tramway à vapeur sur la ligne Vicence-Montecchio Maggiore-Valdagno.

### SVT - Società Tramvie Vicentine
En 1907, la société anglaise est remplacée par la "Società Tramvie Vicentine" (STV). La société fait construire les lignes de tramways Valdagno-Recoaro (1909-1910) et la ligne Vicence-Bassano del Grappa (1910) et Vicence-Noventa-Montagnana (1911).
Dans les années d'avant guerre, l'entreprise connait des difficultés financières mais le 8 février 1916, le Tribunal de Vicence décrète la poursuite de l'activité.
Entre-temps, les difficultés économiques persistaient : entre 1925 et 1933, STV obtint une exemption de taxes d'État sur le chiffre d'affaires du tramway Bassano-Vicenza-Montagnana, compte tenu du déficit persistant dans l'exploitation de la ligne, permettant à l'opérateur de poursuivre son activité de service public.
À son apogée, le réseau s'étendait sur plus de 130 km, sur lesquels circulaient 39 locomotives à vapeur en service.

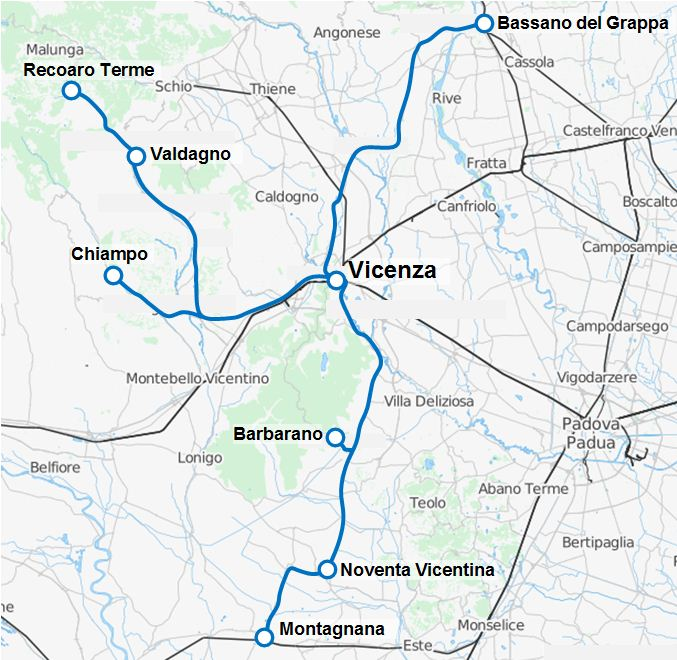
Le réseau ferroviaire STV/FTV (1930-36)

Avec l'arrêté royal no 1818 du 7 juillet 1927, le projet d'aménagement de la gare de Vicence pour les tramways de Vicence, présenté le 4 avril par STV, est approuvé. L'aménagement prévoyait son adaptation à la suite de l'électrification de la ligne Vicence-Recoaro et de la branche San Vitale-Chiampo, ainsi que la construction d'une nouvelle ligne pour relier Vicence à Malo.
Pour l'exploitation des lignes vers Bassano del Grappa et Montagnana, des automotrices diesel type Breda ALn 56 et à batteries des Officine Meccaniche della Stanga ont été achetées pour remplacer les machines à vapeur pour les trains de voyageurs.
À partir de 1929, plusieurs projets d'électrification du tramway ont été présentés, dans la lignée de ce qui avait déjà été fait pour le tramway Vicenza-Valdagno, mais aucun d'entre eux n'a été réalisé. En 1938, un projet est présenté pour remplacer les tramways par des trolleybus, projet vite abandonné en raison de l'imminence du déclenchement de la Seconde Guerre mondiale au cours de laquelle les voies, les structures et le matériel roulant subirent d'importants dommages.
En fin d'année 1943, un bombardement a endommagé gravement le pont sur la rivière Frassine, provoquant l'arrêt de la liaison entre Noventa et Montagnana. La ligne a été rétablie après les hostilités, avant d'être remplacée par un service d'autobus à partir de 1948, année de la réouverture de la ligne entre Vicence et Noventa.

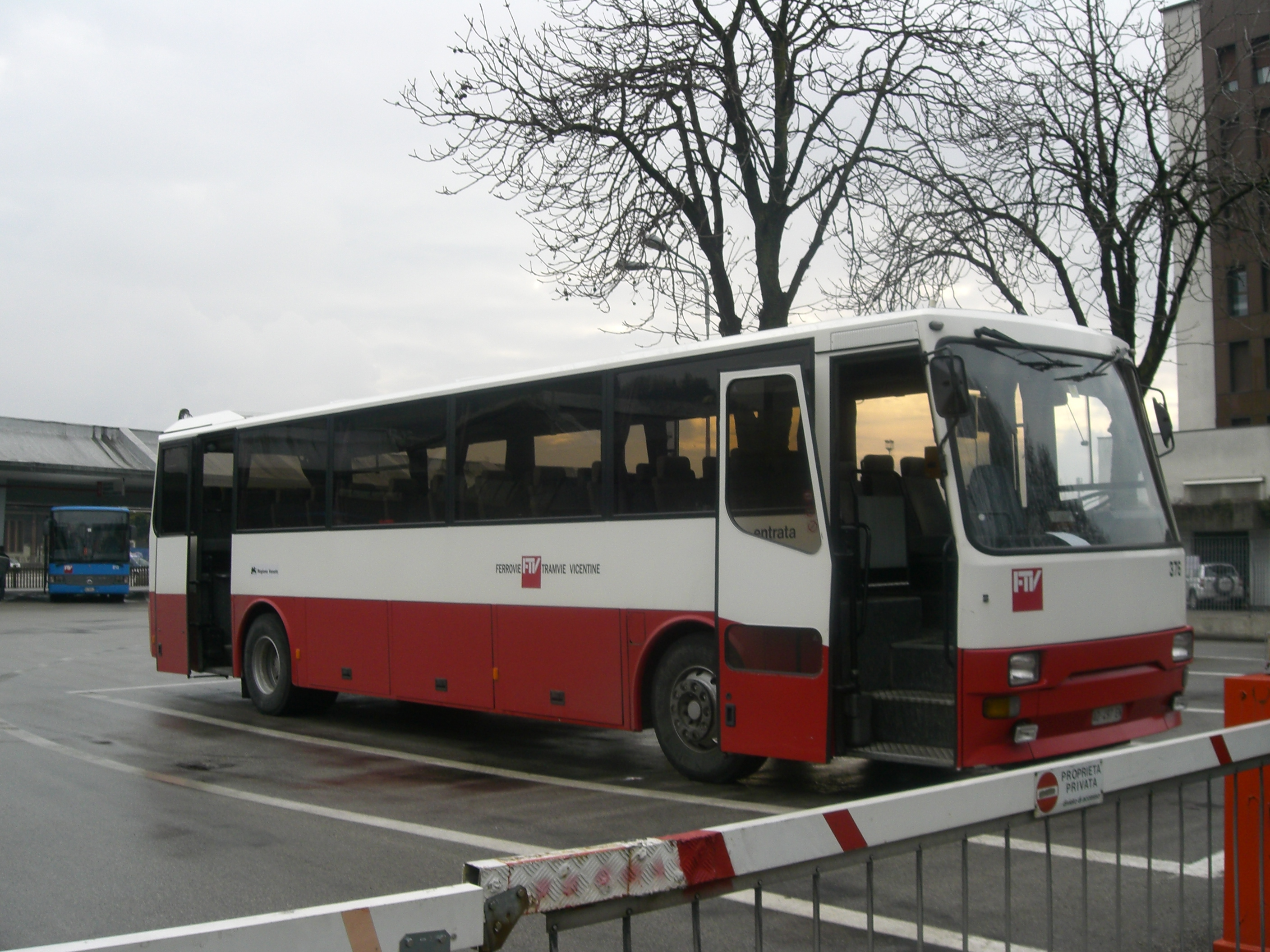
Autobus FIAT-IVECO 370E.12.35 livrée ligne FTV Vicenza

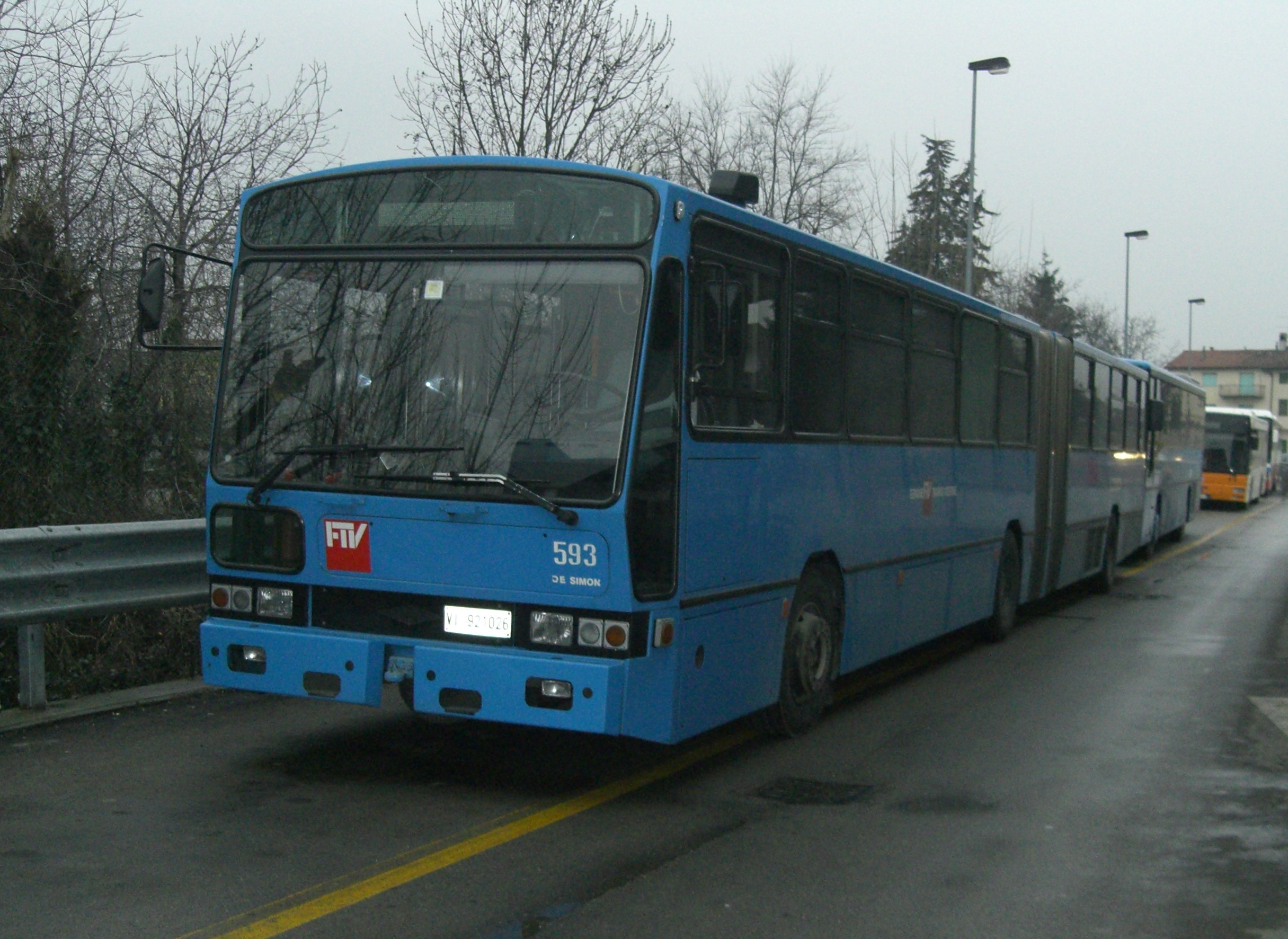
Autobus INBus 280 FT articulé livrée suburbaine bleue des FTV

### FTV - Ferrovie e Tramvie Vicentine
En 1951, la société STV est rachetée par la FTV - Ferrovie e Tramvie Vicentine, qui va mettre en œuvre un plan de modernisation qui aboutit à la construction d'une nouvelle gare de Vicence inaugurée en 1956.
En 1970, l'entreprise change de raison sociale, devenant "Società per l'Ammodernamento e la Gestione delle Ferrovie e Tramvie Vicentine" et met en œuvre un plan de démantèlement total du service ferroviaire qu'elle remplace par un service d'autobus à partir du 1er août 1978.
En 1983, FTV absorbe deux importants compagnies de transport en commun opérant dans la province : la filiale de Vicence de la société nationale SIAMIC et FINCATO.

#### Parc véhicules FTV
Au 31 décembre 2015, la société disposait d'un parc de 261 véhicules dont :
- 247 autobus interurbains desservant les villes et hameaux de la province, en version normale, longue et articulés,
- 14 autocars de tourisme.

#### Actionnariat
Le capital de la société est entièrement détenu par la municipalité de Vicence.

## SVT - Società Vicentina Trasporti
Le 1er mars 2016, les entreprises FTV et AIM Mobilità, division d'AIM Vicenza dédiée aux transports publics urbains, fusionnent pour former une nouvelle société SVT - Società Vicentina Trasporti.